# Raúl Aragón Ortega
Raúl Aragón Ortega (29 de diciembre de 1973 en Chiclana de la Frontera, España) es un atleta español formado en el Club Atletismo Chiclana. Se inició en el atletismo en la Escuela del Club Atletismo Chiclana en 1990. Desde sus inicios destacó en las categorías inferiores siendo varias veces campeón de Andalucía en medio fondo. Las lesiones y los estudios hicieron que Aragón abandonara el atletismo de competición. Ya en su etapa como atleta veterano es cuando ha conseguido los mayores logros como el Subcampeonato del Mundo en 800 m en la categoría M 40. Actualmente milita en el Club de Atletismo Moratalaz. Raúl Aragón Ortega es Licenciado en Ciencias de la Actividad Física y el Deporte (Universidad de Granada) y Máster en Gestión y Dirección de Instalaciones Deportivas (UPM). También es entrenador nacional de atletismo y entrenador superior de natación.

## Palmarés
- Club Atletismo Seoane Pampin (Campeón de Andalucía de 800 metros M40, 2014)
- Club Atletismo Seoane Pampin (Subcampeón de Andalucía de 400 metros M40, 2014)
- Club Atletismo Seoane Pampin (Campeón de España en 800 metros M40, 2014)
- Club Atletismo Seoane Pampin (Campeón de España en 1500 metros M40, 2014)
- Selección Española de Atletismo (Campeón de Europa en 800 metros M40, 2014)
- Selección Española de Atletismo (Campeón de Europa en 1500 metros M40, 2014)
- Club Seoane Pampin  (Campeón de Andalucía de 400 metros A.I. M40, 2015)
- Club Seoane Pampin (Campeón de España de 1500 metros M40, 2015)
- Selección Española (Subcampeón del Mundo de 800 metros M40, 2015)
- Récord de España M40 de 800 metros con 1´55´´74 (2015)
- Récord de España M40 de 1500 metros con 4´00´´00 (2015)
- Numerosas victorias en carreras populares y pruebas de cross